# Tromperie (film, 2021)
Pour les articles homonymes, voir Tromperie.
Pour plus de détails, voir Fiche technique et Distribution.
Tromperie est un film français réalisé par Arnaud Desplechin et sorti en 2021. Il s'agit d'une adaptation du roman éponyme de Philip Roth.
Il est présenté en avant-première au festival de Cannes 2021 dans la sélection Cannes Premières.

## Synopsis
Un écrivain américain séjourne à Londres dans les années 80. Il rencontre, principalement dans son bureau, une amante anglaise. Puis vient le temps de la séparation. Il discute aussi, entre autres, avec d'anciennes amantes. Il utilise, comme il a l'habitude de le faire, le contenu des discussions pour nourrir son nouveau roman. Son épouse lui reproche sa relation extraconjugale. Lui essaye d'expliquer que les personnes qu'il met dans son roman ne sont que le fruit de son imagination romanesque, et il revendique une liberté créatrice totale.

## Fiche technique
- Titre original : Tromperie
- Titre à l'international : Deception
- Réalisation : Arnaud Desplechin
- Scénario : Arnaud Desplechin et Julie Peyr, d'après le roman Tromperie de Philip Roth
- Photographie : Yorick Le Saux
- Montage : Laurence Briaud
- Décors : Toma Baqueni
- Costumes : Olivia Lahougue
- Musique : Grégoire Hetzel
- Production : Pascal Caucheteux
- Sociétés de production : Why Not Productions et Canal+
- Sociétés de distribution : Le Pacte (France), Wild Bunch (international)
- Pays de production :  France
- Langue originale : français
- Genres : drame, romance
- Format : couleurs – 2,35:1 – Dolby Digital
- Durée : 105 minutes
- Dates de sorties :
  - France : juillet 2021 (Festival de Cannes)
  - France : 29 décembre 2021 (sortie nationale)

## Distribution
- Léa Seydoux : l'amante anglaise
- Denis Podalydès : Philip
- Emmanuelle Devos : Rosalie
- Anouk Grinberg : l'épouse
- Miglen Mirtchev : Ivan Passer
- Rebecca Marder : l'étudiante
- André Oumansky : le père de Philip
- Madalina Constantin : la Tchèque
- Saadia Bentaïeb : la procureure

## Production

### Genèse et développement
Le projet de ce film est le résultat d'une double nécessité pour Arnaud Desplechin, qui, bloqué par le premier confinement en France au printemps 2020, ne peut mettre en œuvre un projet cinématographique plus vaste et doit composer avec les contraintes sanitaires de tournage imposées à la reprise en automne. Il décide dès lors de mettre en œuvre un projet ancien, vieux d'une quinzaine d'années avec des prémices datant d'au moins 2006,, reposant sur l'adaptation du roman Tromperie (1990) de Philip Roth qui met en scène peu d'acteurs – dans un « magnifique dialogue amoureux » selon le réalisateur – et utilise la forme du huis-clos en adéquation avec la période,.
Le film est produit par la société habituelle d'Arnaud Desplechin, Why Not Productions, avec le financement d'Arte France Cinéma et le soutien de la région Île-de-France à hauteur de 153 000 euros lors de la post-production.

### Tournage et postproduction
Avec la pandémie de Covid-19, des incertitudes flottent autour du tournage du film qui a finalement lieu en septembre 2020,[Où ?]. Ce film marque la première collaboration d'Arnaud Desplechin avec le directeur de la photographie Yorick Le Saux, habitué des films d'Olivier Assayas et de François Ozon.
Le montage a lieu à partir de décembre 2020 et s'étend durant l'hiver 2021.

## Réception

### Présentation festivalière et sortie nationale
Le film est retenu le 3 juin 2021 dans la sélection Cannes Première — la nouvelle compétition du Festival de Cannes destinée aux « cinéastes confirmés » —, créée lors de l'édition 2021, déplacée cette année-là au mois de juillet en raison de la pandémie de Covid-19,.

### Accueil critique
Bien avant sa sortie, le film est retenu par la rédaction du magazine Les Inrocks comme l'un des plus attendus de l'année 2021 et est cité pour une possible sélection au festival de Cannes 2021.
En France, le site Allociné recense une moyenne des critiques presse de 3,6/5.

### Commentaire
À propos des références et auto-références que le cinéaste introduit dans son film, le critique Enrique Seknadje écrit : 

« On s'amusera des clins d’œil de Desplechin à l’univers profilmique auquel il appartient lui-même. L’amante du film a l’occasion de dire que, par le passé, ses cheveux ont été bleus. Il est évidemment question de ceux de Léa Seydoux dans La Vie d’Adèle d’Abdellatif Kechiche (2013). La subtilité vient de ce que Desplechin n’invente pas complètement cette réplique. Il détourne habilement celle que Roth fait dire à son personnage supposé extraverti : "Tout le monde me critiquait parce que j’avais les cheveux teints en rouge et exhibais mes seins". »